# NGC 1890
NGC 1890 je otvoreni skup u zviježđu Stolu. 

## Vanjske poveznice
- SEDS: NGC 1890